# Agip
Agip (Azienda Generale Italiana Petroli) este un retailer italian de carburanți pentru automobile, înființat în 1926. Este parte a gigantului petrolier italian ENI.

## Agip în România
Compania este prezentă și în România din anul 1994
În luna mai a anului 2014, cele 42 de benzinării Agip au fost achiziționate de grupul MOL.
Număr de angajați în 2008: 215
Cifra de afaceri:
- 2008: 83,7 milioane Euro[3]
- 2007: 83,9 milioane euro[3]

Venitul net:
- 2008: 0,8 milioane euro[3]
- 2007: 2 milioane euro[3]